# Gottfrid Kallstenius (filolog)
För konstnären, se Gottfrid Kallstenius (konstnär)
Georg Gottfrid Kallstenius, född 26 januari 1873 i Filipstad, död 28 juni 1942, var en svensk skolman, filolog, dirigent och musikskriftställare. Han var kusin till Gottfrid, Evald och Edvin Kallstenius.
Kallstenius blev filosofie doktor i Uppsala 1902 med avhandlingen Värmländska bärgslagsmålets ljudlära. Han var rektor vid läroverket i Härnösand 1909–17 och i Västerås 1917–25. Bland Kallstenius skrifter märks historiker över Filipstad (1911) och Härnösand (1919), en upplaga av Guðmundur Ólafssons Thesaurus adagiorum (1930) samt böcker om Uppsalasångens historia (1913 och 1930).
Kallstenius var en entusiastisk och framgångsrik befrämjare av manskörssång. Mellan 1902 och 1907 var han dirigent i Uppsala studentkårs allmänna sångförening, 1903–1919 i Värmlands sångarförbund och 1909–1917 i Härnösands musiksällskap. Han grundade 1904 Upsala sångarförbund som han ledde 1904–1907, och 1926–1930. Han grundade även Södermanlands sångarförbund 1908. Kallstenius var även musikkritiker i Upsala Nya Tidning.
Kallstenius var gift med den svenska kvinnosaksvkinnan Hildegard Kallstenius som var ordförande för Föreningen för kvinnans politiska rösträtt i Härnösand. 
Kallstenius är begravd på Uppsala gamla kyrkogård.